# Шукюров, Шахлар Аваз оглы
Шахлар Аваз оглы Шукюров (азерб. Şahlar Əvəz oğlu Şükürov; 17 мая 1952, Зульфугарлы, Кельбаджарский район — 11 июля 1990, Агдере, Нагорно-Карабахская автономная область) — советский азербайджанский майор милиции. Национальный Герой Азербайджана.

## Биография
Шахлар Шукюров родился 17 мая 1952 года в селе Зюльфюгарлы Кельбаджарского района Азербайджанской ССР. После окончания средней школы поступил в Азербайджанский сельскохозяйственный институт. После окончания института в 1972 году был призван на военную службу в ряды Советской армии. После окончания военной службы некоторое время работал в одном из Пенитенциарных учреждений в Баку. Позже продолжил работу в ОВД Уджарского района.
В 1986 году окончил Ростовский факультет Московского филиала юридического заочного обучения при Академии МВД СССР. В 1987 году был назначен заместителем начальника ОВД Зардобского района по оперативной работе.
С началом Карабахского конфликта, Шукюров часто выезжал в зону боевых действий, принимал участие в операциях против армянских боевиков. В 1990 году по дороге из Тертера в Кельбаджар машина, в которой находился Шахлар Шукюров подверглась обстрелу близ Мардакерта. В завязавшейся перестрелке майор Шукюров погиб.
Указом президента Азербайджанской Республики № 264 от 8 октября 1992 года Шукюрову Шахлару Аваз оглы было присвоено звание Национального Героя Азербайджана (посмертно).
Похоронен Шахлар Шукюров в родном селе Зюльфюгарлы.
На момент гибели был женат. Осталось двое детей.

## Память
Одна из улиц и школа в Зардобском районе носят его имя.